# Extra Ecclesiam nulla salus
(San Cipriano, De catholicae Ecclesiae unitate,  6: PL 4, 519 (citato in CCC n. 181))
Extra Ecclesiam nulla salus ("Al di fuori della Chiesa non v'è salvezza") è una celebre frase latina, attribuita impropriamente a Tascio Cecilio Cipriano.

## Versioni
L'espressione contenuta nell'Epistola 72 di Cipriano a papa Stefano I è la seguente: Salus extra ecclesiam non est.
Nella lettera al papa, Cipriano, vescovo di Cartagine, che comunicava i risultati del concilio riunitosi nella stessa Cartagine nel 256, sosteneva la necessità di impartire nuovamente agli eretici pentiti (a coloro che virtualmente si collocavano al di fuori della Chiesa, ma che vi volevano rientrare) il sacramento battesimale, contro la posizione del vescovo di Roma (di cui non ci è pervenuta la risposta, anche se le fonti riferiscono che questi avesse fatto appello al rispetto della tradizione, contro la novità ciprianea), sostenitore invece della semplice imposizione delle mani.
Una versione alternativa della locuzione è: Nulla salus extra ecclesiam. L'espressione definisce la necessità del fedele che voglia guadagnare la salvezza nella vita eterna di restare in seno alla Chiesa cristiana, affermando, in altri termini, che non vi può essere prospettiva di redenzione al di fuori della Chiesa.

## Nell'Antico Testamento
Isaia 43,8-12 afferma "prima di me non fu formato alcun dio né dopo ce ne sarà. io, io sono il Signore, fuori di me non c'è salvatore (...) io sono Dio, sempre il medesimo dall'eternità".

## Nel Nuovo Testamento
Nei Vangeli si trovano i seguenti riferimenti all'esclusività dell'appartenenza terrena e ultraterrena a Gesù Cristo e alla sua Chiesa creata sulla terra:
1. "Chi non è con me è contro di me." (Matteo 12:30[3])
2. "Chi non è contro di noi è per noi" (Marco 9:40[4]).

Ad essi si aggiunge:
(Atti 4:11-12)
Tali parole vengono pronunciate dall'apostolo Pietro.
In Matteo 9,38-48 Gesù afferma di lasciare agire un tale che compiva esorcismi nel Suo nome e non apparteneva ai dodici apostoli né ai settanta discepoli. Tale episodio è interpretato nel senso che la Chiesa vivente di Cristo può essere più ampia di quella composta dai successori degli apostoli e dai fedeli che hanno ricevuto i loro sacramenti.
Inoltre, Gesù si dichiara come l'unico possibile mediatore di salvezza:
Io sono la via, la verità e la vita. Nessuno viene al Padre se non per mezzo di me. (Giovanni 14,6).
Romani 10:9 afferma: "Poiché se confesserai con la tua bocca che Gesù è il Signore, e crederai con il tuo cuore che Dio lo ha risuscitato dai morti, sarai salvo."

## Interpretazioni
La sentenza è sempre stata discussa. Se vuole dire che tutti coloro che non fanno parte della Una Sancta Catholica et Apostolica Ecclesia (Simbolo niceno-costantinopolitano), vale a dire i pagani, siano automaticamente esclusi dalla salute eterna e dal regno di Dio, essa non è mai stata adottata dal magistero ecclesiastico; anzi la dottrina delle numerose vie speciali e nascoste verso la salvezza è rimasta in vigore.
La convinzione invece che la salvezza degli uomini sia il senso e la meta delle opere e del sacrificio di Cristo e la ragione di esistenza della Chiesa gode di ampio consenso nella teologia cattolica e non-cattolica. In questa prospettiva, lo stato "normale" di ogni uomo dopo il primo peccato è la mancanza di salute, cioè la separazione irreparabile da Dio, fonte di ogni bene, e la dominanza del male la cui forza distruttiva si fa vedere ogni giorno e conduce alla morte temporale ed eterna.
Riconciliazione e salvezza per ogni individuo e per l'intera umanità, secondo la fede cristiana, risalgono esclusivamente dall'atto di amore di Cristo, la cui somma è la croce. Questo atto di sacrificio si continua fino alla fine dei tempi nella parola e nei sacramenti della Chiesa. La realtà efficace del Vangelo e dei sacramenti, la presenza plenaria di Cristo risorto, secondo la dottrina cattolica, si trova solo dentro la Chiesa che è basata senza rottura sulla fede ed i sacramenti ricevuti dagli apostoli - cioè dentro la Chiesa cattolica. In modo oggettivo vale dunque: Solo nella Chiesa viene offerta la salvezza completa.

Sul lato soggettivo invece, sul campo delle biografie religiose e della vita cristiana ed umana, c'è la possibilità di "perdizione" in mezzo alla Chiesa nonché di salvezza fuori. Nondimeno, nella misura in cui qualcuno ha riconosciuto Cristo come mediatore universale della salute, egli è obbligato ad ubbidire alla propria coscienza anche nelle sue relazioni alla Chiesa; altrimenti si escluderebbe per propria decisione dalla salvezza.
Costituzione. dogmatica Lumen Gentium, 14.
È dunque errato considerare la Chiesa come una via di salvezza accanto a quelle costituite da altre religioni, le quali sarebbero complementari alla Chiesa, pur se convergenti con questa verso il Regno di Dio escatologico. Si deve pertanto escludere una certa mentalità indifferentistica “improntata a un relativismo religioso che porta a ritenere che una religione valga l’altra”
È vero che i non cristiani — lo ha ricordato il Concilio Vaticano II — possono “conseguire” la vita eterna “sotto l’influsso della grazia”, se “cercano Dio con cuore sincero”. Ma nella loro sincera ricerca della verità di Dio essi di fatto sono “ordinati” a Cristo ed al suo Corpo, la Chiesa . Si trovano comunque in una situazione deficitaria, se paragonata a quella di coloro che, nella Chiesa, hanno la pienezza dei mezzi salvifici. Comprensibilmente quindi, seguendo il mandato del Signore (cfr. Matteo 28, 19-20) e come esigenza dell'amore verso tutti gli uomini, la Chiesa “annuncia, ed è tenuta ad annunciare incessantemente Cristo che è “la Via, la Verità e la Vita”, in cui gli uomini trovano la pienezza della vita religiosa e nel quale Dio ha riconciliato a sé tutte le cose”.|Giovanni Paolo II,
Le due proposizioni dei Vangeli di Marco e Matteo sono contrarie secondo l'accezione della logica medioevale, vale dire il complemento a uno di una rispetto all'altra. 

Il passaggio dalla prima persona singolare (in Mt 12:30) al noi (in Mc 9:40) indica l'appartenenza a Gesù Cristo asceso al Cielo della sua Chiesa di creature umane e angeliche viventi sulla terra.

## Patrologia
Nel commento al Salmi, Sant'Ambrogio afferma in latino:
(Sant'Ambrogio, In Psalmos, L, n. 30)
La Chiesa di Cristo, la Chiesa di Pietro e la Chiesa romana sono parte del medesimo Corpo e Regno di Dio, e tradizionalmente sono state identificate come il medesimo Corpo e Regno.

La Chiesa è il Corpo del quale Gesù Cristo è il primo Capo, e del quale Pietro apostolo è stato il primo uomo posto a Capo direttamente da Gesù Cristo, mediante le parole «Tu sei Pietro e su questa pietra edificherò la mia Chiesa» (Matteo 16:13-19). Il Corpo della Chiesa romana ha come Capo il Sommo Pontefice, in quanto successore di Pietro nella Sede Apostolica.
Nell'epilogo al Vangelo secondo Giovanni, Gesù si manifesta nel Lago di Tiberiade, permette una pesca miracolosa per sfamare i discepoli, e raccomanda a Pietro di essere il Buon Pastore del gregge come prova del Massimo Comandamento. Insolitamente, la frase è ripetuta per tre volte consecutive (Giovanni 21:15-23), indicando che il Pastore ha il mandato di occuparsi della cura materiale e spirituale dei fedeli, per la loro salvezza ultraterrena.

Ciò significa che la Chiesa nasce come via per la salvezza eterna mediante la fede e le opere: mediante la fede nell'umanità-divinità di Gesù Cristo unita alla fiducia del prossimo, e mediante le opere di entrambi.
Se la frase afferma che esiste un'unica Chiesa petrina come via da salvezza, essa tuttavia non dimostra che la Chiesa petrina sia l'unica via di salvezza possibile, vale dire che al di fuori della Chiesa romana o della Chiesa apostolica nessun uomo possa salvarsi. L'esclusività salvifica è soltanto di Cristo, della fede in Lui e delle opere compiute nel Suo nome, come del fedele esorcista di Luc 9:50 che non conosceva la Chiesa apostolica, pur essendo come gli apostoli.

## Magistero della Chiesa cattolica

### Il Catechismo del Concilio di Trento
L'articolo 114 del Catechismo del Concilio di Trento, sulla cattolicità della Chiesa, sintetizza:
(Catechismo del Concilio di Trento)

### La condanna dell'indifferentismo nel Sillabo
Il Sillabo di papa Pio IX (8 dicembre 1854) contiene un'esplicita condanna di quattro proposizioni (XV-XVIII) che sono espressione dell'indifferentismo.
Nel dettaglio:
- la proposizione XV condanna il soggettivismo razionalistico
- la proposizione XVI condanna la negazione del dogma Extra ecclesiam nulla salus
- la proposizione XVII condanna un'attenuazione dello stesso dogma
- la proposizione XVIII condanna la negazione del dogma in relazione al protestantesimo

All'indifferentismo è associato il latitudinarismo, una dottrina indifferentista che attribuisce l'appartenenza religiosa soltanto in base alla provenienza geografica dell'individuo.

### Catechismo di Pio X
Il Catechismo di Pio X del 1905 riafferma il dogma agli articoli 169, 171 e 172.
In particolare l'articolo 169 riprende un'immagine del Catechismo del Concilio di Trento e recita:
(Catechismo di Pio X)

### Concilio Vaticano II
Il Concilio Vaticano II ribadisce la posizione cattolica nella costituzione dogmatica Lumen Gentium (capitolo 4) e nel decreto Unitatis redintegratio (capitolo 3).
«Il santo Concilio [...] basandosi sulla sacra Scrittura e sulla Tradizione, insegna che questa Chiesa peregrinante è necessaria alla salvezza» (Lumen gentium, 14).
Tuttavia, Lumen Gentium n. 8/b afferma che "L’unica Chiesa di Cristo […] in questo mondo costituita ed organizzata come società, sussiste nella Chiesa cattolica, governata dal successore di Pietro e dai Vescovi in comunione con lui". Il testo latino usa il verbo subsistit in (sussiste in) al posto di est che identificava in via esclusiva la Chiesa cattolica con l'unica Chiesa di Cristo. La sostituzione avviene per "indicare che anche nelle comunità non cattoliche ci sono elementi di santificazione di natura salvifica". I cattolici tradizionalisti hanno visto in questo passaggio un'operazione modernista contraria al Magistero e a favore dell'ecumenismo.
In un articolo di commento ai responsa sollevati sull'argomento, la Congregazione per la dottrina della fede ha ribadito che (enfasi aggiunta):
(Congregazione per la dottrina della fede, Articolo di commento ai Responsa ad quaestiones de aliquibus sententiis ad doctrinam de Ecclesia pertinentibus, 2007)
Tali Chiese e comunità ecclesiali sono quelle confessioni cristiane che non accettano la successione apostolica e l'eucaristia come valida, privandosi del concetto di Chiesa in senso cattolico.

### Catechismo della Chiesa Cattolica
Il Catechismo della Chiesa Cattolica del 1992 tratta di quest'argomento negli articoli 816, 819 e 846-848.
Il Compendio al catechismo spiega che questa espressione «significa che ogni salvezza viene da Cristo-Capo per mezzo della Chiesa, che è il suo Corpo. Pertanto non possono essere salvati quanti, conoscendo la Chiesa come fondata da Cristo e necessaria alla salvezza, non vi entrassero e non vi perseverassero. Nello stesso tempo, grazie a Cristo e alla sua Chiesa, possono conseguire la salvezza eterna quanti, senza loro colpa, ignorano il Vangelo di Cristo e la sua Chiesa, ma cercano sinceramente Dio e, sotto l'influsso della grazia, si sforzano di compiere la sua volontà conosciuta attraverso il dettame della coscienza».

## Curiosità
La frase è citata nel film 8½ di Federico Fellini ed erroneamente attribuita ad Origene come proveniente da una delle sue Omelie.